# Liste der Hütten des Alpenvereins Südtirol
Die Liste der Hütten des Alpenvereins Südtirol führt die 20 Hütten des Alpenvereins Südtirol (AVS) auf. Mit einer Ausnahme liegen alle Hütten des AVS auf dem Gebiet der Autonomen Provinz Bozen – Südtirol in Italien. Lediglich das Friedl-Mutschlechner-Haus liegt im österreichischen Bundesland Tirol.

## Liste der Hütten
Leitet auf die GeoHack-Seite weiter. Dort können verschiedene externe Kartendienste aufgerufen werden.

   Externer Link auf die Seite der Hütte beim DAV.

   Externer Link auf die Seite der Hütte beim ÖAV.

Quelle:
Vertragshäuser des AVS 
| Bild                             | Lage Hüttenlinks | Name                             | Eigentümer                             | Höhe | Gebirgsgruppe      | Eröffnet |
| -------------------------------- | ---------------- | -------------------------------- | -------------------------------------- | ---- | ------------------ | -------- |
| Brixner Hütte                    | \|               | Brixner Hütte                    | Sektion Brixen                         | 2307 | Pfunderer Berge    | 1973     |
| Dreischusterhütte                | \|               | Dreischusterhütte                | Sektion Drei Zinnen                    | 1635 | Sextner Dolomiten  | 1975     |
| Friedensbiwak                    | \|               | Friedensbiwak                    | AVS (Hauptverein)                      | 2758 | Fanesgruppe        | 1974     |
| Friedl-Mutschlechner-Haus        | \|               | Friedl-Mutschlechner-Haus        | AVS (Hauptverein)                      | 1360 | Villgratner Berge  | 2004     |
| Guido-Lammer-Biwak               | \|               | Guido-Lammer-Biwak               | Sektion Meran                          | 2706 | Texelgruppe        | 1974     |
| Günther-Messner-Hochferner-Biwak | \|               | Günther-Messner-Hochferner-Biwak | Sektion Wipptal Ortsgruppe: Sterzing   | 2510 | Zillertaler Alpen  | 1972     |
| Hochfeilerhütte                  | \|               | Hochfeilerhütte                  | Sektion Wipptal Ortsgruppe: Sterzing   | 2710 | Zillertaler Alpen  | 1986     |
| Josef-Pixner-Biwak               | \|               | Josef-Pixner-Biwak am Rauhjoch   | Sektion Passeier                       | 2707 | Ötztaler Alpen     | 2002     |
| Marteller Hütte                  | \|               | Marteller Hütte                  | Sektion Martell                        | 2585 | Ortler-Alpen       | 1980     |
| Meraner Hütte                    | \|               | Meraner Hütte                    | Sektion Meran                          | 1937 | Sarntaler Alpen    | 1970     |
| Obere Laaser Alm                 | \|               | Obere Laaser Alm                 | Sektion Laas                           | 2047 | Ortler-Alpen       | 1948     |
| Oberetteshütte                   | \|               | Oberetteshütte                   | Sektion Obervinschgau Ortsgruppe: Mals | 2670 | Ötztaler Alpen     | 1988     |
| Radlseehütte                     | \|               | Radlseehütte                     | Sektion Brixen                         | 2284 | Sarntaler Alpen    | 1956     |
| Rieserfernerhütte                | \|               | Rieserfernerhütte                | Sektion Bruneck                        | 2798 | Rieserfernergruppe | 1980     |
| Bild gesucht BW                  | \|               | Schlernbödelehütte               | Sektion Schlern                        | 1693 | Schlerngruppe      | 1986     |
| Sesvennahütte                    | \|               | Sesvennahütte                    | Mehrere Sektionen                      | 2256 | Sesvennagruppe     | 1981     |
| Sterzinger Hütte                 | \|               | Sterzinger Hütte                 | Sektion Wipptal Ortsgruppe: Sterzing   | 2348 | Zillertaler Alpen  | 1980     |
| Tablander Warter                 | \|               | Tablander Warter                 | Sektion Untervinschgau                 | 2610 | Ortler-Alpen       | 1999     |
| Tiefrastenhütte                  | \|               | Tiefrastenhütte                  | Sektion Brixen                         | 2312 | Pfunderer Berge    | 1975     |
| Walter-Brenninger-Biwak          | \|               | Walter-Brenninger-Biwak          | Sektion Brixen                         | 2156 | Pfunderer Berge    | 1978     |

## Karte der Hütten
| Hauptsitz |

| Brixner Hütte |

| Dreischusterhütte |

| Friedensbiwak |

| Friedl- Mutschlechner- Haus |

| Guido-Lammer-Biwak |

| Günther-Messner-Hochferner-Biwak |

| Hochfeilerhütte |

| Marteller Hütte |

| Meraner Hütte |

| Obere Laaser Alm |

| Oberetteshütte |

| Radlseehütte |

| Josef-Pixner-Biwak |

| Rieserfernerhütte |

| Schlernbödelehütte |

| Sesvennahütte |

| Sterzinger Hütte |

| Tablander Warter |

| Tiefrastenhütte |

| Walter-Brenninger-Biwak |

## Ehemalige Hütten
In der nachfolgenden Liste sind ehemalige Hütten der Sektionen aufgelistet. Berücksichtigt wurden sowohl Hütten, die bis zu ihrer Enteignung durch den italienischen Staat 1923 im Besitz von Südtiroler Sektionen des Deutschen und Oesterreichischen Alpenvereins waren als auch nach 1946 errichtete AVS-Hütten, die nicht mehr im Besitz des AVS sind.
| Bild              | Schutzhütte          | Höhe   | Schlafplätze | Gebirgsgruppe      | Sektion       | Eröffnet | Verbleib                            | Besitzer                      |
| ----------------- | -------------------- | ------ | ------------ | ------------------ | ------------- | -------- | ----------------------------------- | ----------------------------- |
| Bild gesucht      | Brixner Hütte (alte) | 2300 m | 010          | Zillertaler Alpen  | Brixen        | 1909     | 1923 enteignet, nach 1945 verfallen | 0-                            |
| Bild gesucht      | Brunecker Haus       | 2265 m | 050          | Pragser Dolomiten  | Bruneck       | 1964     | 1994 verkauft                       | Privat                        |
| Bild gesucht      | Daimerhütte          | 1862 m | 0-           | Zillertaler Alpen  | Taufers       | 1884     | 1914 aufgelassen                    | Privat                        |
| Dreizinnenhütte   | Dreizinnenhütte      | 2405 m | 055          | Sextner Dolomiten  | Hochpustertal | 1883     | 1915 zerstört                       | 0-                            |
| Bild gesucht      | Fritz-Walde-Hütte    | 2312 m | 012          | Zillertaler Alpen  | Brixen        | 1912     | 1923 enteignet, 1944 abgebrannt     | 0-                            |
| Bild gesucht      | Gfallwandhütte       | 3174 m | 04           | Texelgruppe        | Meran         | 1877     | 1896 aufgelassen                    | 0-                            |
| Hirzerhütte       | Hirzerhütte          | 1938 m | 035          | Sarntaler Alpen    | Meran         | 1874     | 1923 enteignet                      | Privat                        |
| Klausner Hütte    | Klausner Hütte       | 1919 m | 022          | Sarntaler Alpen    | Klausen       | 1908     | 1923 enteignet                      | CAI                           |
| Bild gesucht      | Kronplatzhütte       | 2245 m | 016          | Pragser Dolomiten  | Bruneck       | 1895     | 1923 enteignet                      | CAI                           |
| Bild gesucht      | Laugenhütte          | 2380 m | 0-           | Nonsberggruppe     | Meran         | 1875     | 1905 aufgelassen                    | 0-                            |
| Lodnerhütte       | Lodnerhütte          | 2259 m | 060          | Texelgruppe        | Meran         | 1891     | 1923 enteignet                      | Land Südtirol                 |
| Nevesjochhütte    | Nevesjochhütte       | 2416 m | 029          | Zillertaler Alpen  | Taufers       | 1880     | 1894 abgegeben                      | Land Südtirol                 |
| Ostertaghütte     | Ostertaghütte        | 2283 m | 017          | Rosengartengruppe  | Welschhofen   | 1906     | 1923 enteignet                      | SAT                           |
| Plosehütte        | Plosehütte           | 2447 m | 062          | Lüsner Berge       | Brixen        | 1887     | 1923 enteignet                      | CAI                           |
| Puezhütte         | Puezhütte            | 2475 m | 0-           | Puezgruppe         | Ladinia       | 1889     | 1923 enteignet                      | CAI                           |
| Puflatsch Hütte   | Puflatschhütte       | 1950 m | 028          | Schlerngruppe      | Bozen         | 1969     | 2006 verkauft                       | Privat                        |
| Raschötz Hütte    | Raschötzhütte        | 2164 m | 028          | Geislergruppe      | Gröden        | 1903     | 1923 enteignet                      | Gemeinde St. Ulrich in Gröden |
| Riesenfernerhütte | Riesenfernerhütte    | 2276 m | 032          | Rieserfernergruppe | Taufers       | 1878     | 1894 abgegeben                      | Land Südtirol                 |
| Schlernhaus       | Schlernhaus          | 2457 m | 120          | Schlerngruppe      | Bozen         | 1885     | 1923 enteignet                      | CAI                           |
| Sellajochhaus     | Sellajochhaus        | 2180 m | 040          | Langkofelgruppe    | Bozen         | 1902     | 1923 enteignet                      | 0-                            |
| Bild gesucht      | Sonklarhütte (alte)  | 2420 m | 0-           | Zillertaler Alpen  | Taufers       | 1876     | 1923 enteignet, 1926 aufgelassen    | 0-                            |
| Bild gesucht      | Sonklarhütte (neue)  | 2420 m | 015          | Zillertaler Alpen  | Taufers       | 1899     | 1923 enteignet, 1926 aufgelassen    | 0-                            |
| Überetscher Hütte | Überetscher Hütte    | 1775 m | 020          | Nonsberggruppe     | Überetsch     | 1913     | 1923 enteignet                      | CAI                           |